# Zineb El Rhazoui
Pour les articles homonymes, voir Zineb.
Zineb El Rhazoui, ou simplement Zineb de son nom de plume, née le 19 janvier 1982 à Casablanca, est une journaliste, écrivaine, et militante des droits de l'homme franco-marocaine.

## Biographie

### Origines
Zineb El Rhazoui naît le 19 janvier 1982 à Casablanca d'un père natif de cette ville, cadre chez Royal Air Maroc, et d'une mère femme au foyer, issue d'une mère française et d'un père franco-algérien. Elle dispose des nationalités marocaine et française.

### Formation
Après un baccalauréat obtenu à Casablanca, Zineb El Rhazoui part étudier à l'université Paris-Sorbonne, en licence de langues arabe et anglaise.
Elle obtient ensuite une maîtrise de langues étrangères appliquées à l'université Sorbonne-Nouvelle (Paris-III) en 2004, puis en sociologie des religions à l'École des hautes études en sciences sociales (EHESS), ; en 2007, elle rédige un mémoire sur « L'évangélisation au Maroc ».
Elle enseigne l'arabe classique, la méthodologie de l'écrit et de la recherche avant de couvrir la guerre de Gaza en 2008.

### Premiers engagements
Elle est ensuite professeur à l’université française d'Égypte (UFE), où elle enseigne la méthodologie de l'écrit et de la recherche, ainsi que l'arabe classique à des étudiants de l'École spéciale militaire de Saint-Cyr en stage de formation au Caire.
Elle collabore d'abord au Journal hebdomadaire, où elle publie de nombreux articles sur la communauté chrétienne marocaine et le culte maraboutique. Elle mène de nombreuses enquêtes sur les libertés individuelles et les droits de l'homme au Maroc, ce qui lui vaut d'être arrêtée à trois reprises.
En 2009 elle fonde, avec Ibtissame Lachgar, le Mouvement alternatif pour les libertés individuelles (MALI) qui réclame notamment l'abrogation de l'article 222 du Code pénal marocain qui punit d'un à six mois d'emprisonnement et d'une amende de 200 à 500 dirhams quiconque « notoirement connu pour son appartenance à la religion musulmane, rompt ostensiblement le jeûne dans un lieu public pendant le temps du ramadan, sans motif admis par cette religion »,. En septembre 2009, le MALI provoque une vive polémique au Maroc après avoir tenté d'organiser, à Mohammédia, un pique-nique en public en plein mois de jeûne,. Cette tentative déclenche le mouvement des « Dé-jeûneurs »,,,.
En février 2011, elle participe à la coordination du mouvement du 20 Février. Elle se fait remarquer lors d'une réunion plénière d'Europe Écologie Les Verts le 18 août 2011 à Clermont-Ferrand par son intervention contre Driss el-Yazami, conseiller du Roi.
Fin 2011, elle trouve refuge à Ljubljana, en Slovénie, dans le cadre du programme International Cities of Refuge Network (en) (ICORN),,. Elle y reste un à deux ans. Elle part ensuite vivre en France. Elle devient porte-parole de Ni putes ni soumises en juillet ou septembre 2011,.

### Charlie Hebdo
Après y avoir signé quelques articles dès 2011, elle est embauchée en 2013 par l'hebdomadaire satirique Charlie Hebdo, où elle écrit sur le thème des religions,.
Alors en vacances à Casablanca, elle n'est pas présente lors de l'attentat terroriste islamiste contre le siège social de Charlie Hebdo le 7 janvier 2015. Elle contribue au « numéro des survivants », qui sort en kiosque le mercredi suivant.
En février 2015, elle reçoit, ainsi que son mari, des menaces de mort sur Twitter. En octobre 2015, elle préside le jury du prix de la Laïcité.
En mai 2015, dans l'émission Le Petit Journal, elle dénonce la mauvaise répartition de l'argent perçu par Charlie Hebdo après l'attentat. La journaliste, membre de la rédaction, reçoit le mercredi 13 mai, un courrier de convocation à un entretien préalable à un licenciement pour faute grave envoyé par la direction ; en attendant, elle est mise à pied. Elle dit ignorer le motif de sa convocation et la faute grave dont il serait question et déclare : « Je suis choquée et scandalisée qu'une direction qui a bénéficié d'autant de soutien après les attentats de janvier fasse preuve d'aussi peu de soutien envers un de ses salariés, qui est sous pression comme tous dans l'équipe et fait l'objet de menaces ». La procédure de licenciement est annulée deux jours après.
En janvier 2016, elle publie chez les Éditions Ring, proches de l'extrême droite, un livre sur les attentats du 13 novembre intitulé 13. Les enquêtes sont menées par Marie Pinsard qui écrit une grande partie de l'ouvrage,.
Le 9 septembre 2016, elle annonce quitter Charlie Hebdo, lors d'un entretien à la webradio étudiante Web7Radio,.

### AprèsCharlie Hebdo
Régulièrement menacée de mort, elle est l'une des femmes les plus protégées de France et vit sous escorte policière en continu depuis l'attentat de janvier 2015,. Elle porte plainte à plusieurs reprises : lors d'un premier procès tenu en juillet 2019, elle obtient la condamnation d'un étudiant.
En mars 2015, dans le cadre d'une conférence à l'université de Chicago sur le thème « Who Is Charlie? » (« Qui est Charlie ? »), elle donne sa définition du slogan « Je suis Charlie » : « Être Charlie Hebdo aujourd'hui, c'est mourir à cause de certaines idées »,,.
En juillet 2016, elle publie dans la presse « Lettre ouverte à un candidat au djihad ». Le documentaire Rien n'est pardonné lui est consacré en 2017. Elle est régulièrement invitée sur les plateaux de télévision.
Le 7 novembre 2019, sa réception du Prix Simone-Veil des Trophées Elles de France, organisés par le conseil régional d'Île-de-France, ravive la polémique, notamment sur les réseaux sociaux,. Son attribution résulte de votes en ligne, ouverts du 16 octobre au 4 novembre sur le site du conseil régional — la clôture est ainsi intervenue avant les propos polémiques tenus sur CNews —, et non par le choix du jury, comme pour les autres trophées remis à des femmes de la région (prix de la solidarité, de la création, de l'innovation et du dépassement de soi) : les internautes étaient appelés à choisir « la femme francilienne de l'année, pour sa détermination et son dévouement à défendre une cause », une « femme de combat ». Zineb El Rhazoui l'emporte avec une très large majorité : 7 999 des 10 256 votes exprimés. Si Arrêt sur images indique ne pas avoir trouvé de trace d'appels en ligne à voter massivement, le média en ligne relève qu'elle a bénéficié d'appels à voter de la part de « personnalités de milieux différents (mais quasi toutes situées à droite) et très suivies », dont Nadine Morano, Bernard de la Villardière, Véronique Genest, ou encore Françoise Laborde, et estime que la forte présence de Zineb El Rhazoui sur les réseaux sociaux lui a sans doute permis de s'imposer. « Alternative écologique et sociale », groupe d'opposition du conseil régional, publie un communiqué de protestation contre cette attribution. Par ailleurs, Bruno Retailleau, président du groupe LR au Sénat, lance une cagnotte en soutien de Zineb El Rhazoui. Ce prix lui est retiré en décembre 2023,,.
Lors de la « marche contre l'islamophobie » qui se tient à Paris le 10 novembre 2019, elle est visée par le slogan « Si t'aimes pas Zineb El Rhazoui tape dans tes mains », initié par le journaliste et militant Taha Bouhafs.
Zineb El Rhazoui préface le livre publié en mars 2020 à l'initiative de la militante Zohra Bitan, #JeSuisMila #JeSuisCharlie #NousSommesLaRépublique : 50 personnalités s'expriment sur la laïcité et la liberté d'expression : « Par ce livre, nous disons à Mila et à tous ceux qui pensent comme elle qu'ils ne sont pas seuls, que leur liberté est notre sacerdoce ».
Elle est victime, fin septembre 2020, de cyberharcèlement sur Twitter de la part d'Idriss Sihamedi, fondateur de Barakacity. Dix mois de prison avec sursis sont requis par la procureure de la République à son encontre. Bien que reconnaissant la matérialité des faits, le tribunal le relaxe en janvier 2021 mais le parquet fait appel,. Il est condamné en mars 2021 à 3 000 € d'amende, notamment pour l'avoir qualifiée d'« Arabe de service ».
Le 17 octobre 2020, elle accuse le CCIF d'avoir participé au harcèlement qui a conduit à l'assassinat de Samuel Paty à Conflans-Sainte-Honorine. L'organisation porte plainte contre elle pour diffamation.

## Prises de position
En novembre 2016, elle publie un livre intitulé Détruire le fascisme islamique, dans lequel elle dresse un parallèle entre le fascisme et l'islamisme dont elle dénonce des « collaborationnistes français ». Elle met également en cause l'usage du terme islamophobie, assimilé selon elle à la critique de l'islam,,.
Zineb El Rhazoui s'oppose au port du hidjab, qui est selon elle un étendard de propagande islamiste et devrait être interdit aux mères accompagnatrices de sorties scolaires. Elle réfute l'idée que porter un voile ne serait qu'un choix, alors qu'il s'agit selon elle d'un consentement à une idéologie.
En janvier 2020, auditionnée par une commission d'enquête du Sénat sur la radicalisation islamiste, elle affirme que « les Frères musulmans sont aux portes du pouvoir » et critique la création de l'Association musulmane pour l'islam de France (AMIF), créée et dirigée par Hakim El Karoui et l’imam de Bordeaux Tareq Oubrou, qu'elle qualifie de « clergé adoubé par la République qui pourra émettre des fatwas ».
Elle est l'une des figures se réclamant du mouvement « #ExMuslim », qui réunit des apostats de l'islam venus d’Allemagne et du Royaume-Uni et qui émerge en France, où ses membres sont souvent « récupérés par l'extrême droite » selon L'Obs. Elle compare l'islam à l'occupant nazi, et défend l'idée que le monde politique, notamment à gauche, souffre d'aveuglement ou de laxisme envers les Frères musulmans et les salafistes.
Le 16 janvier 2022, elle annonce apporter son « soutien actif » à Emmanuel Macron et dit « souhaiter sa réélection », position qu'elle associe à l'évolution du président de la République sur les questions relatives à la laïcité et l'islamisme — alors qu'elle était critique à son égard au début de son quinquennat,. En 2022, Libération rapporte qu'elle est pressentie pour être investie par la majorité présidentielle aux élections législatives mais se heurte à une défiance de la majorité à cause de sa proximité avec des figures d’extrême droite comme Papacito. Christophe Castaner contredit cette information et affirme que son investiture pour représenter le parti Renaissance n'a jamais été envisagée.

## Polémiques et controverses
Durant l'automne 2019 est exhumée une photo de décembre 2018 la montrant aux côtés de Papacito, auteur connu de l'extrême droite française sur internet et édité comme elle chez Ring : cette photo illustre, selon Arrêt sur images, « le rapprochement d'une gauche “laïcarde” avec la droite dure, voire l'extrême droite ».
En octobre 2019, quelques jours après l'attentat de la préfecture de police de Paris, elle compare l'éditorialiste Jean-Michel Aphatie à un « collabo », insulte d'ordinaire utilisée par l'extrême droite selon L'Obs, pour avoir appelé à « réformer profondément la loi de 1905 ».
Le 5 novembre 2019, sur un plateau de CNews, interrogée au sujet de récents événements à Mantes-la-Jolie, elle propose que les policiers puissent tirer « à balles réelles » dans le cas de « guet-apens organisé autour d'une petite patrouille de police », ce qui suscite l'indignation de certains chroniqueurs de l'émission et un rappel à l'ordre de Zineb El Rhazoui par l'animateur, Pascal Praud,. La Ligue des droits de l'homme signale les propos au procureur de la République et au Conseil supérieur de l'audiovisuel (CSA). Arrêt sur images estime à cette occasion que Zineb El Rhazoui « poursuit un glissement de plus en plus prononcé vers l'extrême droite ». Face à la polémique, elle confirme ses propos en précisant avoir « rappelé un principe légal qui s'appelle la légitime défense ». Peu après, son avocat annonce déposer plainte pour elle « suite au nouveau déchaînement de haine, d'injures et de menaces de mort reçues ces derniers jours », notamment contre le rappeur Booba.
Selon Les Inrockuptibles « au-delà de ses propos tenus il y a peu sur CNews, ce sont ses prises de position, notamment sur l'islam, qui lui valent d'être régulièrement au cœur de polémiques ». En mars 2020, elle en déclenche une nouvelle sur Twitter après y avoir écrit : « […] Mort à l'islam et à tous les dieux, mort aux religions qui nous emmerdent et mort aux cons comme disait #Cabu ! […] Que la déesse raison vous sauve ! »

### Conflit israélo-palestinien et revirement sur la laïcité
Le 10 décembre 2023, le prix Simone-Veil lui est retiré par Valérie Pécresse, présidente du conseil régional d'Île-de-France, en raison de « déclarations outrancières et choquantes », et en accord avec la famille de Simone Veil. Cette décision a été prise car elle a relayé le 8 décembre un tweet du journaliste Benjamin Rubinstein dénonçant un supposé génocide dans la bande de Gaza, en Palestine, en faisant un parallèle entre Auschwitz et la guerre menée à Gaza par Israël après l'attaque du 7 octobre par le Hamas. Elle indique cependant que son retweet « n'est pas synonyme » d'approbation,,.
Le 4 octobre 2024, lors d'une interview accordée à Nouvelle Aube (déclinaison française du quotidien Yeni Şafak, soutien du président turc Erdoğan), elle affirme qu'« il n'y a pas de civils en Israël puisque tout le monde fait le service militaire et arrive pour coloniser une terre qui ne lui appartient pas ». Elle décrit Israël comme un « État terroriste », « un Daech qui a réussi ». Elle affirme que la bande de Gaza est « un camp de concentration devenu camp d'extermination ». Durant l'entretien, elle qualifie le Hamas de « mouvement de résistance », refuse de condamner l'attaque du 7 octobre et regrette de l'avoir fait par le passé. 
Au cours de cette même interview, elle affirme avoir « ouvert les yeux » sur la laïcité française, estimant que celle-ci est « une fable pour pointer du doigt une partie de la population ». Par ailleurs, elle emploie pour la première fois la notion de « suprémacisme blanc », et affirme notamment que dans la société française, « le frisé » serait discriminé. Ces déclarations, inspirée des études décoloniales, vont à l'encontre de ses prises de position passées, ce qui fait largement réagir sur les réseaux sociaux. Le ministre de l'Intérieur, Bruno Retailleau, saisit le 15 octobre 2024 la procureure de la République de Paris, Laure Beccuau, pour des faits « d'apologie du terrorisme par Zineb El Rhazoui, concernant les propos tenus lors de l'entretien avec le journal Nouvelle Aube ».

## Distinctions
En mai 2019, Zineb El Rhazoui reçoit le prix Marianne-Jacques-France du Grand Orient de France pour son combat en faveur de la laïcité et de la liberté de conscience.
En novembre 2019, elle reçoit de la région Île-de-France le prix Simone-Veil des trophées Elles-de-France attribué selon un vote en ligne accessible à l'ensemble des citoyens pour « son courage et sa force dans ses combats pour la défense de la laïcité, la lutte contre toutes les formes d'obscurantisme et de l'égalité entre les femmes-hommes »,. Ce prix lui est retiré en décembre 2023,,.
En janvier 2021, l'agence Reuters révèle qu'elle a été proposée pour le prix Nobel de la paix 2021,.

## Vie personnelle
Zineb El Rhazoui est mariée à l'écrivain Jaouad Benaissi entre 2014 et 2015,. Elle est par la suite en couple avec un spécialiste de la finance islamique chez Rothschild, qui travaille à Dubaï. En 2017, elle donne naissance à une fille.

## Publications

### Ouvrages
- 2013 : La Vie de Mahomet (ill. Charb), Paris, Les Échappés, 157 p. (ISBN 978-2-35766-064-9)[82].
- 2016 : 13 : Zineb raconte l'enfer du 13 novembre : avec 13 témoins au cœur des attaques (avec Marie Pinsard), Paris, Ring, coll. « Document », 296 p. (ISBN 979-10-91447-45-4).
- 2016 : Détruire le fascisme islamique, Paris, Ring, coll. « Document », 69 p. (ISBN 979-10-91447-56-0).

### Participations
- 2011 : « Ahmed le businessman », dans collectif, Nouvelles du Maroc, Paris, Magellan & Cie et Courrier international, coll. « Miniatures », 141 p. (ISBN 978-2-35074-214-4 et 978-2-7491-5443-5) [lire en ligne sur Google Livres ].
- 2020 : préface de Urgences de vivre (de Patrick Pelloux, ill. Charb), Paris, Le Cherche midi, 446 p. (ISBN 978-2-7491-5442-8 et 978-2-7491-5443-5) [lire en ligne sur Google Livres ].
- 2020 : préface de Zohra Bitan (dir.), #JeSuisMila #JeSuisCharlie #NousSommesLaRépublique : 50 personnalités s'expriment sur la laïcité et la liberté d'expression, Bagnolet, Seramis, 143 p. (ISBN 979-10-96486-23-6 et 979-10-9648-625-0) [lire en ligne sur Google Livres ].

### Tribunes
- « Il arrivait que l'on dise aux collègues : Je vous aime », Le Monde, 9 janvier 2015[24].
- « Lettre ouverte à un candidat au djihad », Le Figaro, 25 juillet 2016[40].

### Documentaire
- Rien n'est pardonné (2017), documentaire de Vincent Coen et Guillaume Vandenberghe ; production/diffusion : Savage Film Production, Eklektik Productions, RTBF, 61 min [présentation en ligne].